# Charens
Charens ist eine Gemeinde in Südfrankreich. Sie gehört zur Region Auvergne-Rhône-Alpes, zum Département Drôme, zum Arrondissement Die und zum Kanton Le Diois. Sie grenzt im Nordwesten an Beaumont-en-Diois, im Norden an Lesches-en-Diois (Berührungspunkt), im Nordosten und im Osten an Beaurières und im Süden an Saint-Dizier-en-Diois.

## Bevölkerungsentwicklung
| Jahr                       | 1962 | 1968 | 1975 | 1982 | 1990 | 1999 | 2008 | 2015 |
| -------------------------- | ---- | ---- | ---- | ---- | ---- | ---- | ---- | ---- |
| Einwohner                  | 61   | 50   | 36   | 33   | 31   | 33   | 22   | 28   |
| Quellen: Cassini und INSEE |      |      |      |      |      |      |      |      |

## Sehenswürdigkeiten
- Fort Haut Charens

## Persönlichkeiten
- Michel Thépénier (* 1945), Eisschnellläufer